# Bezmer (distrikt i Bulgarien, Jambol)
Bezmer (bulgariska: Безмер) är ett distrikt i Bulgarien.   Det ligger i kommunen obsjtina Tundzja och regionen Jambol, i den centrala delen av landet, 250 kilometer öster om huvudstaden Sofia.
Trakten runt Bezmer består till största delen av jordbruksmark. Runt Bezmer är det ganska tätbefolkat, med 214 invånare per kvadratkilometer.